# Jésus de Nazareth (film, 1942)
Pour les articles homonymes, voir Jésus de Nazareth (homonymie).
Jésus de Nazareth est un film mexicain de José Díaz Morales, sorti en 1942.

## Fiche technique
- Réalisateur : José Díaz Morales
- Scénaristes : José Díaz Morales, Alfonso Lapeña
- Musique : Rodolfo Halffter
- Directeur de la photographie : Víctor Herrera
- Montage : Lupita Marino
- Producteur : Ramón Pereda
- Date de sortie : Mexique : 26 mars 1942

## Distribution
- José Cibrián : Jesús de Nazareth
- Aurora Walker : María
- José Baviera : Poncio Pilato
- Rafael María de Labra : Caifás
- José Morcillo : Herodes
- José Pidal : Judas Iscariote
- Andrés Novo : Anás
- Enrique García Álvarez : San Pedro (comme Enrique G. Álvarez)
- Consuelo Abascal : La femme adultère
- Miguel Manzano : San Juan Bautista
- Amparo Morillo : La samaritana
- Carmen Collado : Claudia
- Ramón G. Larrea : Santiago Apostol
- Armando Velasco : San Andrés
- Rafael Medina : San Juan Evangelista
- Manuel Santamaría : San Mateo
- Manuel Pozos : Nicodemus
- Humberto Rodríguez : José de Arimatea
- Arturo Soto Rangel : Sacerdote
- Salvador Quiroz : Sacerdote
- Victoria Argota : Verónica
- Pilar Sen : Cortesana
- María Luisa Carrasco : Marta
- Ricardo Adalid : Joven rico
- Pedro Oliver : Simón el Fariseo
- Eduardo Sánchez : Dimas
- José Sánchez
- Adriana Lamar : María Magdalena
- Roberto Cañedo
- Max Langler
- Arzobispo Luis María Martínez
- Francisco Reiguera